# جان هارتنغ
جان هارتنغ (بالإنجليزية: Jan Harting)‏ هو مدافع كرة قدم إندونيسي سابق، شارك مع منتخب الهند الشرقية الهولندية في كأس العالم 1938.

## وصلات خارجية
جان هارتنغ على موقع الاتحاد الدولي (مؤرشف)  (الإنجليزية)